# Salinas (Alicante)
Pour les articles homonymes, voir Salinas.
Salinas (en castillan et en valencien) est une commune d'Espagne de la province d'Alicante dans la Communauté valencienne. Elle est située dans la comarque de l'Alto Vinalopó et dans la zone à prédominance linguistique castillane.

## Géographie

Localisation de Salinas
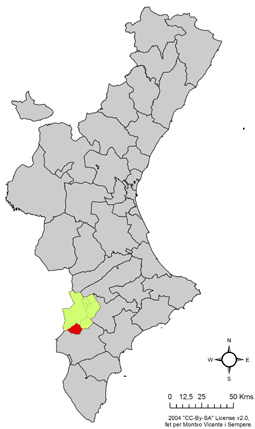
dans la Communauté valencienne.
dans la comarque de l'Alto Vinalopó.

Les aspects géographiques les plus importants de Salinas sont une lagune desséchée et la chaîne de montagne qui porte son nom, Sierra de Salinas. Salinas est entouré de chaines montagneuses qui forment un bassin endoréique.

## Histoire
Site archéologique ibère découvert par l'archéologue de Villena Jose Maria Soler dans le lieu-dit  "El Puntal" où l'on peut encore observer les ruines d'un ancien village de cette époque préhistorique. La découverte d'un important trésor de plusieurs éléments en or enfoui sous terre dans la vase met en évidence aussi le fait que les alentours de Salinas étaient un carrefour de chemins. Il est presque certain que ces pièces précieuses auraient été enterrées par des pilleurs de grand chemin qui n'auraient jamais pu retourner pour les récupérer.
Inondation de l'ancien village en 1751, Salinas à cette époque était au pied même de la lagune qui à l'époque était une véritable manne qui apportait à ses habitants le sel pour les séchages des aliments, ainsi que l'eau douce qui arrivait depuis les montagnes voisines, la chasse... Mais la lagune était aussi une menace pour ses habitants qui souffraient de temps à autre d'épidémies et aussi des inondations, tel est le cas de celle enregistrée en octobre 1751 qui ensevelit sous ses eaux la totalité du village, causant de nombreux morts.
Après cet épisode tragique, les survivants décident la reconstruction du village sur une butte plus élevée juste au pied de la montagne.

## Démographie
La population du village comprend une colonie britannique qui approche 10 % de son total.

## Administration
Depuis les dernières élections le gouvernement du village est passé de l'historique Juan Amoros Vidal (Gauche) à Joaquin Marcos Bernabé (PSOE).

## Économie
L'activité principale est depuis les années 1970 la production de chaussures et sacs à main, qui depuis quelques années est en régression marquée, sans qu'il existe une alternative réelle..

## Sites et monuments
L'architecture typique de village du sud-est espagnol comprend des monuments remarquables comme l'église datant du XVIIe siècle ou encore l'ensemble historique du centre-ville situé aux alentours de la Place d'Espagne.

## Vie locale
Salinas compte un auditorium, une piscine, un pavillon sportif et bibliothèque entre autres services à la communauté. Engagée depuis de nombreuses années dans l'industrie, elle compte aussi de vastes terrains cultivables où l'olivier, l'amandier et la vigne sont ses principales ressources. Salinas est nettement bien relié au reste des villes de la communauté de communes, Villena, Elda, Sax et Monòver.

### Festivités
Les fêtes les plus importantes de Salinas se déroulent en janvier en l'honneur du saint patron San Antonio Abad (17 janvier) et les fêtes de Moros y Cristianos qui se déroulent la dernière semaine de mai en l'honneur de la sainte patronne, la Vierge du Rosaire.